# Stijn Wuytens
Stijn Wuytens (* 8. Oktober 1989 in Eksel) ist ein belgischer Fußballspieler.

## Spielerkarriere
Stijn Wuytens spielt seit Sommer 2008 in der ersten Mannschaft des niederländischen Spitzenvereins PSV Eindhoven. Sein Profidebüt gab er beim 2:0-Sieg über Feyenoord Rotterdam beim Johan-Cruyff-Schaal. Sein erstes Profitor gelang dem Belgier am 23. September 2008 beim Pokalspiel gegen Jong PSV. Nur vier Tage später erzielte er in der Ehrendivision sein erstes Tor – beim 1:0-Heimsieg gegen den FC Volendam. Im Februar 2009 wurde Wuytens an VBV De Graafschap Doetinchem verliehen.
Vom PSV Eindhoven wechselte er im Juli 2012 zum Ligakonkurrenten Beerschot AC. Anfang September 2013 schloss er sich Willem II an. Im Januar 2016 folgte ein Wechsel zu AZ Alkmaar. Zur Saison 2020/21 wechselte Wuytens zum belgischen Zweitdivisionär SK Lommel und unterschrieb dort einen Vertrag bis zum Sommer 2025. In der Saison 2020/21 bestritt er 9 von 28 möglichen Spielen für Lommel und schoss dabei ein Tor. Dabei wurde er nach dem Jahreswechsel 2020/21 nicht mehr eingesetzt.

## Wissenswertes
Wuytens Onkel Jan Wuytens ist ebenfalls Fußballprofi.

## Erfolge
PSV Eindhoven 
- Niederländischer Supercupsieger: 2008
- KNVB-Pokal: 2012